# Bavia aericeps
Bavia aericeps là một loài nhện trong họ Salticidae.
Loài này thuộc chi Bavia. Bavia aericeps được Eugène Simon miêu tả năm 1877.